# Kulcsár Tamás
Kulcsár Tamás (Debrecen, 1982. október 13. –) magyar labdarúgó. Háromszoros magyar bajnok, kupagyőztes. Posztját tekintve csatár.

## Pályafutása
Kulcsár az élvonalbeli Vác csapatában tűnt fel. Az élvonalban 2007. július 28-án debütált, rögtön kezdőként. Annak ellenére, hogy csapata utolsó lett, s Kulcsár csak 2 gólt szerzett az idényben, több egyesület érdeklődött iránta. Járt próbajátékon az angol Stoke City-nél, Magyarországról pedig a Vasas és az MTK Budapest is szerződtette volna. Végül az MTK-hoz írt alá, 4 évre. Itt egy év után a Fehérvárhoz került kölcsönbe, visszatérése után pedig végleg eligazolt a lengyel Polonia Warszawához. 2010-ben, fél évre az MTK-hoz került kölcsönbe, a lengyel csapattól. Kölcsönszerződése lejárta után, nyáron aláírt a bajnoki címvédő Debreceni VSC csapatához. A játékos négy évre kötelezte el magát a nevelőegyesületénél.
A 2011–2012-es idény végén bajnoki címet, 2012 májusában pedig kupagyőzelmet ünnepelhetett a csapattal. Utóbbi trófeáért az MTK-t győzték le a döntőben tizenegyespárbajt követően. A 2013–2014-es szezon végén újabb bajnoki címet szerzett a DVSC-vel, amely 2014 januárjában három évvel meghosszabbította a szerződését.
Összesen hat szezonon keresztül viselte a hajdúsági csapat mezét, amelynek színeiben 119 első osztályú bajnokin 29 gólt szerzett. 2016 augusztusában a Vasashoz írt alá két évre. A 2016-17-es szezonban a bajnoki tabella harmadik helyén zárt a Vasas, Kulcsár tizennyolc mérkőzésen kétszer volt eredményes. A 2017–2018-as szezon első felében tizenhat találkozón három gólt szerzett, de többnyire csak csereként kapott lehetőséget. 2018 februárjában a Vasas felbontotta a szerződését. Március 2-án aláírt a másodosztályban szereplő MTK-hoz.

## Sikerei, díjai

### Klub
- Debreceni VSC:
  - Magyar bajnok (2): 2011–12, 2013–14
  - Magyar kupa-győztes (2): 2011–12, 2012–13

## Külső hivatkozások
- Adatlapja a DVSC honlapján Archiválva 2014. május 25-i dátummal a Wayback Machine-ben (magyarul)
- Hlsz.hu profil (magyarul)
- 90minut.pl profil (lengyelül)
- f-group.hu profil